# Wereldkampioenschappen zeilwagenrijden 2008
De wereldkampioenschappen zeilwagenrijden 2008 waren door de Internationale Vereniging voor Zeilwagensport (FISLY) georganiseerde kampioenschappen voor zeilwagenracers. De 11e editie van de wereldkampioenschappen vond plaats in het Argentijnse Rada Tilly van 10 tot 16 februari 2008.

## Uitslagen
| klasse   | Goud           | Zilver           | Brons               |
| -------- | -------------- | ---------------- | ------------------- |
| Standart | Ronan Simoneau | Waldemar Konopka | François Garnavault |
| Klasse 2 | Bruno Guilbert | Dennis Bassano   | Henri Demuysere     |
| Klasse 3 | Egon Plovier   | Gauthier Cazier  | François Grard      |
| Klasse 5 | Tim Spiers     | Henri Durez      | Gérémy Devin        |

1975 ·
1980 ·
1981 ·
1987 ·
1993 ·
1998 ·
2000 ·
2002 ·
2004 ·
2006 ·
2008 ·
2010 ·
2012 ·
2014 ·
2018 ·
2020